# Kamendaka fuscofasciata
Kamendaka fuscofasciata är en insektsart som beskrevs av William Lucas Distant 1906. Kamendaka fuscofasciata ingår i släktet Kamendaka och familjen Derbidae. Inga underarter finns listade i Catalogue of Life.